# Dorsaf Gharsi
Dorsaf Gharsi (ur. 30 stycznia 1996) – tunezyjska zapaśniczka walcząca w stylu wolnym. Srebrna medalistka mistrzostw Afryki w 2020 i brązowa w 2015, 2017 i 2018 i 2019. Wicemistrzyni mistrzostw śródziemnomorskich w 2016 roku.